# FC VSS Košice
FC VSS Košice, grundad 1952 och upplöst 27 juni 2017, var en fotbollsklubb i Košice i Slovakien. Klubben spelade många säsonger i den tjeckoslovakiska förstaligan respektive slovakiska superligan. Den senare vann de vid två tillfällen, säsongerna 1996/1997 och 1997/1998, och de har även vunnit ett flertal cuptitlar.
Efter sin första ligatitel kvalificerade sig Košice för gruppspelet i Champions League 1997/1998, som första slovakiska klubb. De ställdes där mot Manchester United, Juventus och Feyenoord, men slutade sist i gruppen efter att ha förlorat samtliga matcher och endast gjort två mål.
På grund av ekonomiska svårigheter beviljades Košice ingen elitlicens för säsongen 2015/2016 och tvångsnedflyttades till andradivisionen. Klubben upplöstes 27 juni 2017.

## Meriter
Tjeckoslovakien
- Tjeckoslovakiska cupen (1): 1992/1993

Slovakien
- Slovakiska superligan (2): 1996/1997, 1997/1998
- Slovakiska cupen (5): 1972/1973, 1979/1980, 1992/1993, 2008/2009, 2013/2014
- Slovakiska supercupen (1): 1997